# Ćosinac
Ćosinac je naselje u Republici Hrvatskoj u Požeško-slavonskoj županiji, u sastavu Grada Pleternice.

## Zemljopis
Ćosinac je smješten oko 8 km sjeverno od Pleternice, susjedna naselja su Granje na zapadu, Šumanovci na sjeveru, Sesvete na jugu te Grabarje na istoku.

## Stanovništvo
Prema popisu stanovništva iz 2011. godine Ćosinac je imao 54 stanovnika.
| broj stanovnika | 71    | 48    | 52    | 75    | 88    | 129   | 123   | 151   | 136   | 139   | 125   | 110   | 94    | 74    | 62    | 54    | 39    |
|                 | 1857. | 1869. | 1880. | 1890. | 1900. | 1910. | 1921. | 1931. | 1948. | 1953. | 1961. | 1971. | 1981. | 1991. | 2001. | 2011. | 2021. |